# Международен финансов контрол
Международният финансов контрол (на гръцки: Διεθνής Οικονομικός Έλεγχος) е надзор на публичните финанси на Гърция наложен от европейските сили предоставили държавен заем на Гърция през есента на 1897 г., след като страната изпада в неплатежоспособност четири години по-рано.
Целта на финансовия контрол е подсигуряване изплащането на дълговете на страната на кредитори си, като контрола се упражнява от шестчленна комисия (официалното име на френски: Commission Internationale Financière de la Grèce).
Въвеждането на международен финансов контрол се предшества от т.нар. международна финансова анкетна комисия съществувала между 1857 и 1859 г. Налага се поради загубата на страната в първата гръцко-турска война. Предходно подобна комисия е създавана през 1875 г. за администрирането на османския държавен дълг (OPDA) с 5000 служители. 
Гърция обявява неплатежоспособност през 1893 г. от правителството на Харилаос Трикупис. Гръцкото правителство се надява, че ще успее да стабилизира финансите на страната заради първите съвременни олимпийски игри (проведени през 1896 г.), но те само увеличават държавните разходи. 
Ситуацията се променя с началото на първата гръцко-турска война, в която Гърция се надява побеждавайки Османската империя да излезе от незавидното си финансово състояние. По силата на подписания на 4 декември 1897 г. договор от Константинопол, Гърция трябва да изплати Османската империя сумата от 4 000 000 османски лири незабавно като репарация. Правителството на Александрос Займис е принудено да търси международен заем за това, поради и което за да го получи приема международен финансов контрол на Гърция, който продължава общо 81 години и приключва чак през 1978 г.